# باورکرک (اوهایو)
باورکرک(به انگلیسی: Beavercreek) شهری در ایالت اوهایو کشور ایالات متحده آمریکا است که جمعیت آن در سرشماری سال ۲۰۱۰ میلادی، ۴۵٬۱۹۳ نفر بوده‌است.